# Norristown (Géorgie)
Norristown est une census-designated place située dans le comté d'Emanuel, dans l’État de Géorgie, aux États-Unis. Lors du recensement de 2020, elle comptait 54 habitants.